# Ланкин, Виктор Михайлович
Виктор Михайлович Ланкин (8 ноября 1939 года, Майское, Куйбышевская область, РСФСР — 8 июля 2020 года, там же) — чабан совхоза «Майский» Пестравского района Куйбышевской области. Герой Социалистического Труда (21.12.1983).

## Биография
8 ноября 1939 года в посёлке Майское, Куйбышевской области в крестьянской семье родился Виктор Ланкин. Окончил 7-ми летнюю школу.
Трудовую деятельность начал в совхозе «Майский» на разных работах, выучился на шофёра.
После службы в рядах Вооружённых сил СССР, в 1962 году, вернулся в родной совхоз работать водителем.
С 1965 года начал работать в животноводстве, сначала скотником дойного гурта, а с 1970 года чабаном отделения № 1 совхоза «Майский». В его бригаде содержалось до пяти тысяч голов овец. В 1982 году достиг высоких показателей в работе — получил приплод в количестве 130 ягнят на 100 овцематок, а также настриг шерсти составил до 8 кг с одной головы.
Указом Президиума Верховного Совета СССР от 21 декабря 1983 года за достижение высоких показателей в овцеводстве Виктору Михайловичу Ланкину присвоено звание Герой Социалистического Труда с вручением ордена Ленина и золотой медали «Серп и Молот».
Проработал в овцеводстве до 1997 года, когда вышел на заслуженный отдых по состоянию здоровья. Жил в посёлке Майское.
Женат с 1963 года. Супруга — Чирикина Нина Павловна. Воспитал двоих сыновей.

## Награды
Имеет следующие награды:
- золотая медаль «Серп и Молот» Героя Социалистического Труда (21.12.1983);
- Орден Ленина (21.12.1983);
- Орден Трудового Красного Знамени (06.09.1973)

Почётный гражданин Пестравского района.